# الجمعية الوطنية لبنما
الجمعية الوطنية لبنما (بالإنجليزية: National Assembly)‏ هي الهيئة التشريعية في بنما، وتتكون من 71 مقعداً.
الجمعية الوطنية في بنما هي هيئة تشريعية تُعرف باللغة الإنجليزية باسم "National Assembly of Panama". هي السلطة التشريعية في بنما وتتألف من مجلسين: مجلس النواب ومجلس الشيوخ. تتولى الجمعية الوطنية صياغة القوانين والتشريعات التي تحكم البلاد.